# Swarzędz-Wieś
Swarzędz-Wieś – dawna wieś, od 1934 w granicach miasta Swarzędza, nad Jeziorem Swarzędzkim, przy wschodniej granicy administracyjnej Poznania.
Swarzędz-Wieś to dawna wieś o odrębnej historii względem położonego na wschód miasta Swarzędza. W II Rzeczypospolitej gmina jednostkowa w powiecie poznańskim wschodnim (od 1925 poznańskim), licząca w 1921 roku 398 mieszkańców. 1 czerwca 1934 Swarzędz-Wieś włączono do Swarzędza.